# Секретные материалы Мстителей: Чёрная вдова и Каратель
Секретные материалы Мстителей: Чёрная вдова и Каратель (яп. アベンジャーズ コンフィデンシャル: ブラック・ウィドウ & パニッシャー) — полнометражный анимационный супергеройский фильм, выпущенный студией Madhouse 25 марта 2014 года сразу на видео и основанный на персонажах комиксов о супергероях Marvel.

## Сюжет
Фрэнк Касл и Наташа Романова охотятся за торговцем оружием Кейном, но преследуют различные цели. В результате конфликта Каратель арестован агентством «Щ.И.Т.», а торговец исчезает. Каслу известно местонахождение Кейна и Ник Фьюри нанимает его помочь Чёрной вдове выйти на след террористической организации «Левиафан».
Проникнув на базу террористов, Чёрная вдова узнаёт, что на «Левиафан» работает бывший сотрудник агентства «Щ.И.Т.» и её возлюбленный Элайас Старр, которого все считали погибшим. Теперь он имеет сверхчеловеческие способности и намерен производить суперсолдат, используя похищенные им ДНК супергероев. В это время Каратель находит Кейна, но тот ослепляет Касла с помощью смартфона и исчезает.
В агентстве Наташа просит юного гения Амадеуса Чо расшифровать данные смартфона Кейна. В этот момент случается какой-то сбой и вспышка телефона ослепляет Карателя, заставляя его убить нескольких агентов, прежде чем хакер  уничтожил устройство. Придя в себя, Касл берёт на себя всю ответственность и добровольно сдаётся.
Узнав, что Нику Фьюри было известно об Элайасе и его планах, Чёрная вдова освобождает Карателя, и вместе они направляются в Гонконг, чтобы узнать место продажи суперсолдат. На помощь к ним приходит Халк и Амадеус Чо, который разработал устройство против гипнотического воздействия Элайаса. В разгар битвы Наташа Романова убеждает Старра, что она любила его несмотря на отсутствие каких-либо сверхспособностей, и привлекает на свою сторону.
Элайас отводит Чёрную вдову и Карателя к месту аукциона и втроём они сражаются с одним из лидеров «Левиафана» Орионом. В это время Халк и подоспевшие на помощь Железный человек, Тор, Соколиный глаз и другие Мстители сражаются с суперсолдатами. Победив Ориона, Чёрная вдова нарушает приказ Ника Фьюри арестовать Карателя и отпускает его.

## Роли и актёры английского дубляжа
- Наташа Романова/Чёрная вдова — Дженнифер Карпентер
- Фрэнк Касл/Каратель — Брайан Блум
- Ник Фьюри — Джон Эрик Бентли
- Элайас Старр — Грант Джордж
- Кейн — Кайл Хеберт
- Мария Хилл — Кэри Уолгрен
- Амадеус Чо — Эрик Бауза
- Халк — Фред Таташор
- Железный человек, Соколиный глаз — Мэттью Мерсер
- Орион — Джей Би Бланк

## Номинации
В 2015 году на премии «Behind the Voice Actors Awards» Брайан Блум за дублирование Карателя был номинирован в категории «Лучший актёр дублирования аниме».